# Eugène Dubois (Ain)
Pour les articles homonymes, voir Dubois et Eugène Dubois (homonymie).
Jean François Eugène Dubois, né le 9 août 1871 à Vandeins et mort le 13 septembre 1952 à Confrançon, est un instituteur et un historien des Pays de l'Ain.

## Biographie
Premier habitant de Vandeins à obtenir le certificat d'études, il devient par la suite instituteur. Il est d'abord instituteur-adjoint à Pont-de-Veyle puis instituteur à Oyonnax.
Il est l'auteur de nombreuses études sur le département de l'Ain.

### Œuvres
- Histoire d'Oyonnax, 1902.
- Monographie de Châtillon-sur-Chalaronne, 1926.
- Histoire de la Révolution dans l'Ain (6 volumes), Lib. Brochot, Bourg-en-Bresse, 1931-1936.
- Monographie de Vonnas, 1951.

## Hommages
- L'école primaire de Vandeins porte son nom depuis juillet 2013[2].
- Un collège de Châtillon-sur-Chalaronne porte également son nom.
- Il est promu au titre de Chevalier de la Légion d'honneur par décret du 21 janvier 1936[1].